# Suisse aux Jeux olympiques d'été de 1996
La Suisse participe aux Jeux olympiques d'été de 1996 à Atlanta, aux États-Unis. Elle y remporte sept médailles : quatre en or et trois en argent, se classant à la 18e place au tableau des médailles. Le handballeur Stefan Schärer est le porte-drapeau d'une délégation suisse comptant 114 sportifs (71 hommes et 43 femmes).

## Médailles
| Médaille                           | Nom                                                             | Sport       | Compétition                 |
| ---------------------------------- | --------------------------------------------------------------- | ----------- | --------------------------- |
| Médaille d'or, Jeux olympiques     | Xeno Müller                                                     | Aviron      | Skiff hommes                |
| Médaille d'or, Jeux olympiques     | Michael Gier Markus Gier                                        | Aviron      | Deux de couple poids légers |
| Médaille d'or, Jeux olympiques     | Pascal Richard                                                  | Cyclisme    | Course en ligne masculine   |
| Médaille d'or, Jeux olympiques     | Donghua Li                                                      | Gymnastique | Cheval d'arçons hommes      |
| Médaille d'argent, Jeux olympiques | Daniela Baumer Sabine Eichenberger Ingrid Haralamow Gabi Müller | Canoë-kayak | K-4 500 mètres femmes       |
| Médaille d'argent, Jeux olympiques | Thomas Frischknecht                                             | Cyclisme    | Cross-country VTT masculin  |
| Médaille d'argent, Jeux olympiques | Willi Melliger                                                  | Équitation  | Saut d'obstacles individuel |